# Набутівська сільська територіальна громада
На́бутівська сільська територіальна громада — територіальна громада в Україні, в Черкаському районі Черкаської області. Адміністративний центр — село Набутів.
Особливістю громади є те, що її центром стало село, яке до цього не мало статусу адміністративного центру.
Площа громади — 215,98 км², населення — 6627 мешканців (2018).
Утворена 19 вересня 2016 року шляхом об'єднання Бровахівської, Деренковецької, Драбівської, Кичинецької, Корнилівської, Нетеребської та Сахнівської сільських рад Корсунь-Шевченківського району. Перші вибори відбулись 18 грудня 2016 року.

## Склад
До складу громади входять:
| Населений пункт         | Населення, осіб (1989) | Населення, осіб (2001) |
| ----------------------- | ---------------------- | ---------------------- |
| Бровахи, село           | 782                    | 554                    |
| Буда-Бровахівська, село | 172                    | 113                    |
| Деренковець, село       | 2193                   | 1780                   |
| Драбівка, село          | 1700                   | 1327                   |
| Кичинці, село           | 541                    | 463                    |
| Корнилівка, село        | 800                    | 631                    |
| Мірошниківка, село      | 101                    | 47                     |
| Набутів, село           | 1010                   | 875                    |
| Нетеребка, село         | 1439                   | 1254                   |
| Паськів, село           | 12                     | 5                      |
| Сахнівка, село          | 1712                   | 1479                   |
| Сахнівське, селище      | 31                     | 32                     |
| Червоне, селище         | 40                     | 30                     |